# بازدهی نیروگاه
بازدهی یک نیروگاه درصدی از انرژی کل سوخت نیروگاه است که به برق تبدیل می‌شود. این انرژی باقی مانده معمولاً به عنوان گرما در محیط از بین می‌رود مگر اینکه برای گرمایش ناحیه‌ای استفاده شود.
رتبه‌بندی بازدهی با این واقعیت پیچیده می‌شود که دو روش مختلف برای اندازه‌گیری انرژی سوخت ورودی وجود دارد:
- ال‌سی‌وی = ارزش گرمایی کمتر (همان اِن‌سی‌وی = ارزش گرمایی خالص) انرژی گرمایی به‌دست آمده از تراکمش خروجی H2O را نادیده می‌گیرد.
- اچ‌سی‌وی = ارزش گرمایی بالاتر (همان جیی‌سی‌وی، ارزش کالری ناخالص) شامل خروجی H2O متراکم‌شده به آب مایع است.

بسته به اینکه کدام قرارداد مورد استفاده قرار می‌گیرد، تفاوت ۱۰ درصدی در بازدهی ظاهری یک نیروگاه گاز سوز می‌تواند ایجاد شود، بنابراین بسیار مهم است که بدانیم کدام قرارداد، اچ‌سی‌وی یا ال‌سی‌وی (اِن‌سی‌وی یا جیی‌سی‌وی) مورد استفاده قرار می‌گیرد.

## نرخ گرما
نرخ گرما اصطلاحی است که معمولاً در نیروگاه‌ها برای نشان‌دادن بازدهی نیروگاه استفاده می‌شود. نرخ گرما معکوس بازدهی است: نرخ گرمای کمتر بهتر است.
{\displaystyle {\text{Heat Rate}}={\frac {\text{Thermal Energy In}}{\text{Electrical Energy Out}}}}
اصطلاح بازدهی یک معیار بدون‌بُعد است (گاهی اوقات به‌صورت درصد ذکر می‌شود)، و به‌طور دقیق نرخ گرما نیز بدون‌بُعد است، اما اغلب به عنوان انرژی بر انرژی در یکاهای مربوطه نوشته می‌شود. در یکاهای SI آن ژول در ژول است، اما اغلب به‌صورت ژول بر کیلووات-ساعت یا بی‌تی‌یو بر کیلووات-ساعت نیز بیان می‌شود. این به این دلیل است که معمولاً هنگام اشاره به انرژی الکتریکی از کیلووات-ساعت استفاده می‌شود و هنگام اشاره به انرژی گرمایی معمولاً از ژول یا بی‌تی‌یو استفاده می‌شود.
نرخ گرما در بافت نیروگاه‌ها را می‌توان به عنوان ورودی مورد نیاز برای تولید یک واحد خروجی در نظر گرفت. به‌طورکلی میزان سوخت موردنیاز برای تولید یک واحد برق را نشان می‌دهد. پارامترهای عملکردی که برای هر نیروگاه گرمایی ردیابی می‌شوند مانند بازدهی، هزینه سوخت، ضریب بار نیروگاه، سطح انتشار و غیره تابعی از نرخ گرمای ایستگاه هستند و می‌توانند مستقیماً مرتبط شوند.
با توجه به اینکه نرخ گرما و بازدهی رابطه معکوس با یکدیگر دارند، تبدیل از یکی به دیگری آسان است.
- بازدهی ۱۰۰٪ به معنای ورودی و خروجی برابر است: برای ۱ کیلووات-ساعت خروجی، ورودی ۱ کیلووات-ساعت است. این انرژی گرمایی ورودی ۱ کیلووات-ساعت = ۳٫۶ مگاژول = ۳۴۱۲ بی‌تی‌یو
- بنابراین، نرخ گرما یک نیروگاه ۱۰۰٪ کارآمد به سادگی ۱ یا ۱ کیلووات-ساعت در کیلووات ساعت، یا ۳٫۶ مگاژول بر کیلووات-ساعت، یا ۳۴۱۲ کیلووات-ساعت/بی‌تی‌یو است.
- برای بیان بازدهی یک ژنراتور یا نیروگاه به‌صورت درصد، درصورت استفاده از نماد بدون بُعد یا همان یکا، مقدار را معکوس کنید. مثلا:
  - مقدار نرخ گرما ۵ ضریب بازدهی ۲۰٪ را می‌دهد.
  - مقدار نرخ گرما ۲ کیلووات-ساعت/ کیلووات-ساعت ضریب بازدهی ۵۰٪ را می‌دهد.
  - مقدار نرخ گرما ۴ مگاژول/مگاژول ضریب بازدهی ۲۵٪ را می‌دهد.
  - برای واحدهای دیگر، مطمئن شوید که از یک ضریب تبدیل مربوط به یکاها استفاده کنید. برای مثال اگر از Btu/kWh استفاده می‌کنید، از ضریب تبدیل ۳۴۱۲ بی‌تی‌یو در هر کیلووات-ساعت برای محاسبه ضریب بازدهی استفاده کنید. به عنوان مثال، اگر نرخ گرما 10500 Btu/kWh باشد، بازدهی ۳۲٫۵٪ است (از ۳۲٫۵٪ = ۱۰۵۰۰ بی‌تی‌یو / ۳۴۱۲ بی‌تی‌یو).
- هر چه نرخ گرما بیشتر باشد (یعنی انرژی ورودی بیشتری برای تولید یک واحد خروجی الکتریکی موردنیاز باشد)، بازدهی نیروگاه کمتر می‌شود.
- اداره اطلاعات انرژی ایالات متحده توضیحی کلی برای نحوه تبدیل مقدار نرخ گرما به مقدار بازدهی نیروگاه ارائه می‌دهد.[۴]

اکثر نیروگاه‌ها دارای نرخ گرمای هدف یا طراحی هستند. اگر نرخ گرمای واقعی با هدف مطابقت نداشته باشد، تفاوت بین نرخ گرمای واقعی و هدف، انحراف نرخ گرما است.